# Faro de Cabo Crowdy

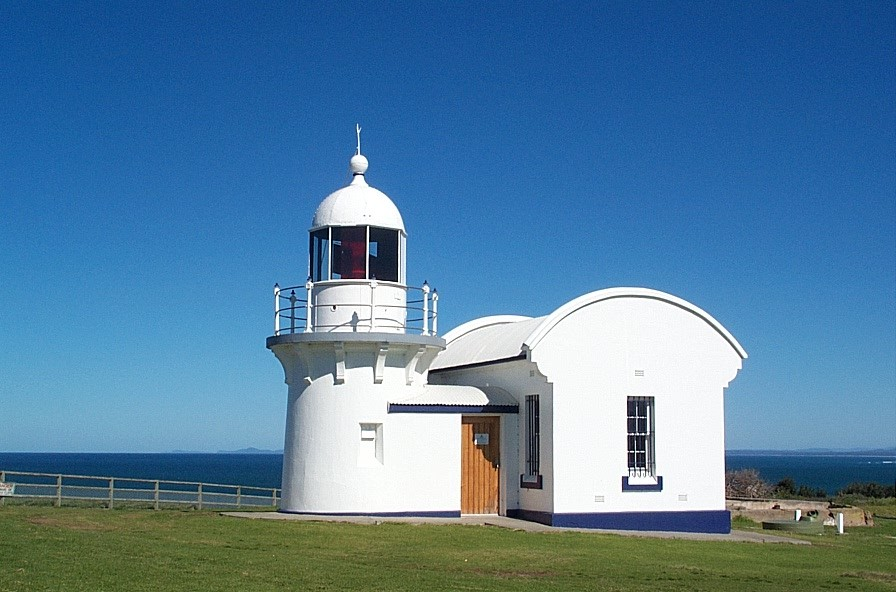
Faro de Cabo Crowdy

Faro de Cabo Crowdy (en inglés: Crowdy Head Light) es un faro del siglo XIX aún activo ubicado en Crowdy Head, un cabo entre las ciudades de Forster y Port Macquarie en el estado australiano de Nueva Gales del Sur. Está inscrito en el Register of the National Estate, un antiguo registro que recoge lugares del patrimonio natural y cultural de Australia.

## Historia

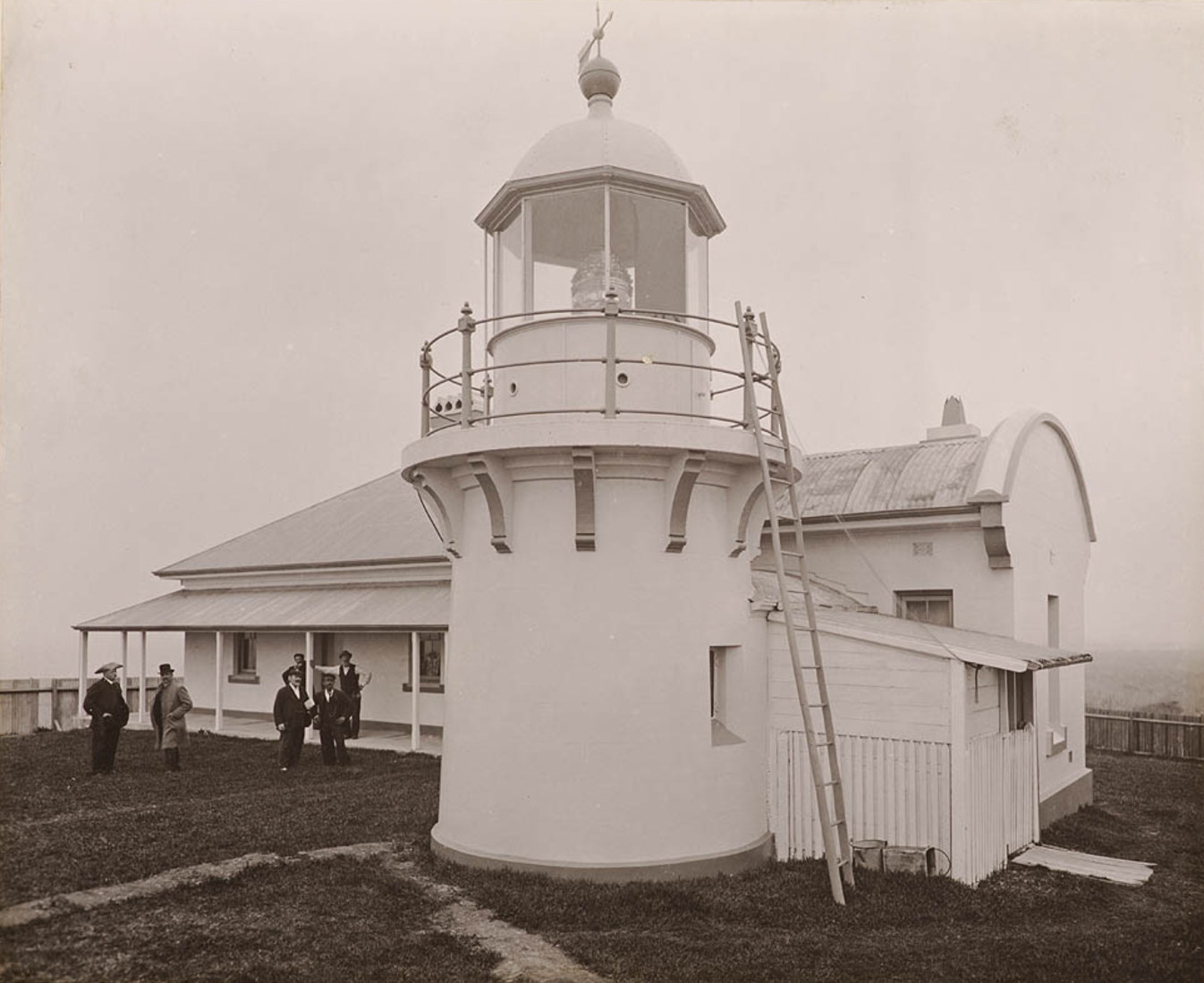
Faro Crowdy Head en 1902

La primera estación en la zona fue una estación de prácticos establecida en 1860 en el pueblo cercano de Harrington, para asistir a los buques que navegaban la entrada del río Manning. El faro Crowdy Head es el último de los cinco faros de diseño similar ideados y construidos por James Barnet entre 1878 y 1880. Los otros cuatro son el faro Fingal Head, el faro del río Clarence, luego demolido, el faro Tacking Point y el faro del río Richmond.
La luz original era una luz blanca fija de un aparato catadióptrico de cuarto orden con una intensidad menor a 1000 candelas, que operaba un solo guardafaros. En 1928, el equipo se modificó con una lámpara de carburo de 1500 candelas que funcionaba con gas acetileno y también se automatizó la luz. En 1972 comenzó a utilizarse luz eléctrica. La estación de prácticos cerró en la década de 1960.
En 2002, la lente de Fresnel de cuarto orden se vendió en eBay por 20 000 dólares. Se encuentra en exposición en el faro de Sea Girt en Nueva Jersey.